# Lantfarkú paradicsommadár
A lantfarkú paradicsommadár (Cicinnurus respublica) a madarak osztályának verébalakúak (Passeriformes) rendjébe és a paradicsommadár-félék (Pradiasaeidae) családjába tartozó faj.

## Rendszerezés
Egyes rendszerbesorolások a Diphyllodes nembe sorolják Diphyllodes respublica néven.

## Előfordulása
Új-Guinea Indonéziához tartozó területén honos. Természetes élőhelye az alföldi esőerdőkben és a magasabb hegyvidéki erdőkben van.

## Megjelenése
Testhossza 21 cm. A legkülönösebb megjelenése a lantfarkú paradicsommadárnak van. Háta és szárnyai vörösek, sárgával futtatva, begyük sötétzöld, fejük tetején a csupasz bőr élénk kobaltkék, néhány apró fekete tollból álló rajzolattal.

## Életmódja
Gyümölcsöket és kis rovarokat fogyaszt.

## Természetvédelmi állapota
A lantfarkú paradicsommadarat élőhelyének elvesztése fenyegeti. Az IUCN vörös listája a mérsékelten veszélyeztetett kategóriába sorolja.

## Érdekességek
- Az első filmfelvétel 1996-ban készült, David Attenborough a Paradicsommadarak földjén c. műsorában. A felvételen a levelek között sepreget és a hím színpadját kitisztogatja.

## Fordítás
- Ez a szócikk részben vagy egészben  a   Wilson's Bird-of-paradise című angol Wikipédia-szócikk fordításán alapul.  Az eredeti cikk szerkesztőit annak laptörténete sorolja fel. Ez a jelzés csupán a megfogalmazás eredetét és a szerzői jogokat jelzi, nem szolgál a cikkben szereplő információk forrásmegjelöléseként.

## Külső hivatkozások
- Képek az interneten a fajról
- Internet Bird Collection - videók a fajról